# Emil Dill

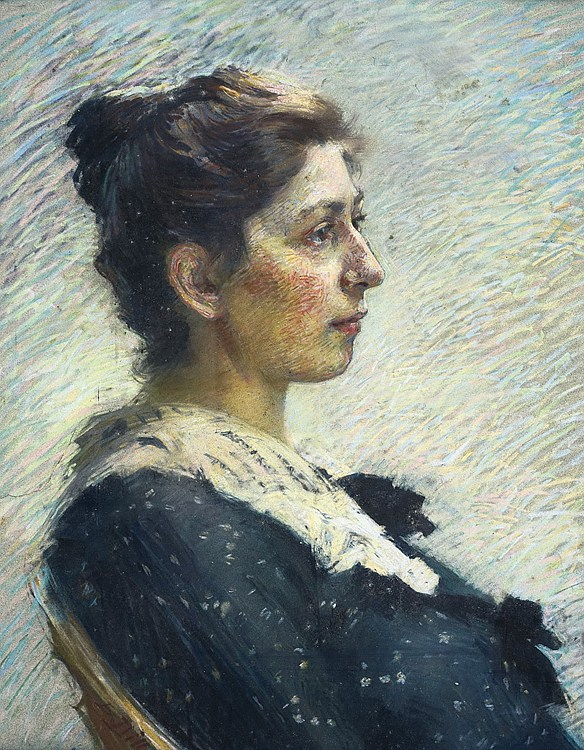
Marie Dill-Bohny

Emil Dill (* 15. April 1861 in Pratteln, Kanton Basel-Landschaft; † 23. Mai 1938 in Liestal) war ein Schweizer Maler, Aquarellist und Kunstlehrer.

## Leben
Emil Dill begann seine Ausbildung 1877 bei Fritz Schider an Zeichen- und Modellierschule der Gesellschaft zur Beförderung des Guten und Gemeinnützigen in Basel. Von 1878 bis 1881 erlernte er das Musterzeichnen in der Bandfabrik Baur & Sohn.
Anschliessend studierte Dill ab 1881 an der Königlichen Kunstschule in Stuttgart und ab 1883 an der Grossherzoglich Badischen Kunstschule in Karlsruhe bei Ferdinand Keller.
1885 ging er gemeinsam mit Emil Beurmann nach Paris, um an der Académie Julian u. a. bei William Adolphe Bouguereau und Tony Robert-Fleury zu studieren. Auf Anraten Lovis Corinths setzte er vom 24. April 1887 bis 1888 sein Studium an der Königlichen Akademie der Künste in München bei Ludwig von Löfftz fort. In München lernte er Cuno Amiet, Hans Emmenegger und Giovanni Giacometti kennen. 1890 wurde er Mitarbeiter des Nebelspalters.
Nach einem Aufenthalt in Basel kehrte er 1892 nach München zurück, um an der Königlich Bayerischen Technischen Hochschule Kunstgeschichte, Architektur und Hochbaukonstruktion zu studieren. 1894 eröffnete er gemeinsam mit Albert Fierz (1861–1913) in Zürich eine Malschule, bis er 1895 zum Professor an der Kantonsschule Zug berufen wurde. Dort unterrichtete Dill bis 1935 Zeichnen, Kalligrafie und Mathematik.
1897 heiratete Emil Dill die aus Liestal stammende Marie, geborene Bohny, und wurde Vater von zwei Töchtern (* 1899 und 1900). 1901 wurde Dill Mitglied der Künstlervereinigung Zürich. 1902 wurde er mit einer Goldmedaille auf der Kunstausstellung im Münchner Glaspalast ausgezeichnet. 1937 zog die Familie Dill nach Liestal, wo der Künstler ein Jahr später starb.
In den Jahren 1974, 1983 und 1985 fanden Einzelausstellungen mit Werken aus dem Nachlass in Pratteln, Reinach und Zug statt. 2015 erschien eine grosse Monografie über Emil Dill, die versucht, den in Vergessenheit geratenen Künstler «als wichtigen Exponenten der Schweizer Moderne um 1900» neu zu positionieren.